# Igeltjärnen (Orsa socken, Dalarna)
Igeltjärnen är en sjö i Orsa kommun i Dalarna och ingår i Dalälvens huvudavrinningsområde.